# Jonny Fa'amatuainu
Jonathon Sauaga Fa’amatuainu, detto Jonny (Auckland, 29 dicembre 1983), è un rugbista a 15 neozelandese internazionale per Samoa, che fino al 2019 ha militato nel ruolo di seconda linea nel club francese del Colomiers.

## Palmarès
- Challenge Cup: 1
Bath: 2007-08